# Private Hall
Eine (Permanent) Private Hall (PPH, lat. aula privata) an der Universität Oxford ist eine Bildungseinrichtung in der Universität, die in vielem den Colleges ähnelt. Der Unterschied zu ihnen liegt darin, dass die Leitung bei der Gründereinrichtung bleibt, während die Colleges von den Fellows geleitet werden. Die Studenten gehören immer der Universität an, an drei PPH sind auch undergraduates zugelassen. Die zugelassenen Studienfächer konzentrieren sich auf Theologie und Geisteswissenschaften.

## Liste der Permanent Private Halls
| Permanent Private Hall | Gründung                                          | Religiöse Zugehörigkeit                     | Gesamtvermögen   | Stiftungsvermögen | Zahl der Studierenden | Gesamtvermögen pro Studierende |  |
| ---------------------- | ------------------------------------------------- | ------------------------------------------- | ---------------- | ----------------- | --------------------- | ------------------------------ |  |
| Blackfriars            | 1221 Neugründung: 1921 PPH: 1994                  | römisch-katholisch (Dominikaner)            | n.v. Anmerkung 2 | n.v. Anmerkung 2  | 44                    | n.v.                           |  |
| Campion Hall           | 1896                                              | römisch-katholisch (Jesuiten)               | n.v. Anmerkung 3 | n.v. Anmerkung 3  | 12                    | n.v.                           |  |
| Regent’s Park College  | 1810 in London 1927 nach Oxford verlegt PPH: 1957 | Baptisten                                   | 5.459.000 £      | 3.206.000 £       | 210                   | 26.000 £                       |  |
| Wycliffe Hall          | 1877                                              | Anglikanisch, auch Ridley Hall in Cambridge | 9.364.000 £      | 560.000 £         | 158                   | 59.000 £                       |  |
| Gesamt                 |                                                   |                                             | 124.761.000 £    | 877.206.000 £     | 580                   | 50.000 £                       |  |

## Geschichte
Der Oxford University Act 1854 und das Universitätsstatut De aulis privatis 1855 erlaubten jedem Master of Arts, im Alter von wenigstens 28 Jahren eine Private Hall als akademische Unterkunft zu eröffnen. 1871 wurde auch Katholiken und Nonkonformisten dies erlaubt. Die ersten katholischen Private Halls waren Clarke’s Hall (nun Campion Hall) des Jesuitenordens (1896) und Hunter Blair’s Hall (nun St Benet’s Hall) der Benediktiner (1897).
Die Private Halls of Study an der Universität Oxford trugen den Namen ihres Masters. Deshalb hieß St Benet’s zunächst Hunter-Blair’s Hall und dann Parker’s Hall. Die Hall diente nicht als Theologisches College, sondern bildete den Rahmen, in dem Mönche an der Universität andere Studiengänge wie Geschichte oder Classics für ihre spätere Tätigkeit als Lehrer belegen konnten.
1918 erlaubte die Universität nicht profitorientierten Private Halls den Zusatz Permanent Private Halls. In einigen Fällen wurden sie zu Colleges: St Peters College (1961), Mansfield College (1995), Harris Manchester College (1996). Eine PPH der Franziskaner (wiedergegründet 1910) schloss 2008, weil der Orden die Kosten nicht mehr tragen konnte. St Benet’s Hall schloss 2022. St Stephen’s House wurde 2023 als Private Hall geschlossen.

## Einzelbelege
1. ↑  History. In: Blackfriars. Abgerufen am 5. Juni 2020 (englisch).
2. ↑  History. In: Regent's Park College. Abgerufen am 5. Juni 2020.
3. 1 2  Accounts for the year ended 31 August 2015. (PDF) In: charitycommission.gov.uk. Regent’s Park College (Including Creed’s Regent’s Park), 31. August 2015, abgerufen am 18. Juni 2020 (britisches Englisch).
4. 1 2  Annual Report and Finance Statement. (PDF) charitycommission.gov.uk, 31. Juli 2019, S. 13, abgerufen am 18. Juni 2020 (britisches Englisch).
5. ↑  University of Oxford: Statuta Universitatis Oxoniensis. E Typographeo Academico, 1866, S. 254–267 (Latein, google.de [abgerufen am 18. November 2020]).
6. ↑  Campion Hall. British History Online, S. 339–340, abgerufen am 18. November 2020.
7. ↑  St. Benet's Hall. British History Online, S. 340–341, abgerufen am 18. November 2020 (englisch).
8. ↑  Donald Macleod: Oxford religious hall closes down. In: The Guardian. 24. Oktober 2007, ISSN 0261-3077 (theguardian.com [abgerufen am 18. November 2020]).
9. ↑  Nicola Woolcock: Oxford college St Benet’s Hall closes despite businessman’s £40m lifeline. In: The Times. 30. September 2022 (thetimes.co.uk [abgerufen am 27. November 2022]).
10. ↑  St Stephen's House. University of Oxford, archiviert vom Original am 7. Juni 2023; abgerufen am 12. Oktober 2023.